# 3-idrossibenzoato 6-monoossigenasi
La 3-idrossibenzoato 6-monoossigenasi è un enzima appartenente alla classe delle ossidoreduttasi, che catalizza la seguente reazione:
3-idrossibenzoato + NADH + H+ + O2 ⇄ 2,5-diidrossibenzoato + NAD+ + H2O
L'enzima è una flavoproteina (FAD). Agisce anche su un certo numero di analoghi del 3-idrossibenzoato, sostituiti nelle posizioni 2, 4, 5 e 6; il NADPH può essere utilizzato al posto del NADH, ma la reazione è più lenta.